# Winners Open 2021
Winner Open 2021 byl tenisový turnaj pořádaný jako součást ženského okruhu WTA Tour. Probíhal mezi 2. a 8. srpnem 2021 v rumunské metropoli Kluži jako premiérový ročník turnaje. Událost s rozpočtem 235 238 dolarů patřila do kategorie WTA 250. 
Sedmý singlový titul na okruhu WTA Tour získala druhá nasazená Němka Andrea Petkovicová. Čtyřhru ovládl rusko-slovinský pár Natela Dzalamidzeová a Kaja Juvanová, jehož členky vyhrály první společnou trofej.

## Rozdělení bodů a finančních odměn

### Rozdělení bodů
| Soutěž  | vítězky | finalistky | semifinalistky | čtvrtfinalistky | 16 v kole | 32 v kole | Q  | Q2 | Q1 |
| ------- | ------- | ---------- | -------------- | --------------- | --------- | --------- | -- | -- | -- |
| dvouhra | 280     | 180        | 110            | 60              | 30        | 1         | 18 | 12 | 1  |
| čtyřhra | 280     | 180        | 110            | 60              | 1         | —         | —  | —  | —  |

### Finanční odměny
| Soutěž                                | vítězky  | finalistky | semifinalistky | čtvrtfinalistky | 16 v kole | 32 v kole | Q2      | Q1      |
| ------------------------------------- | -------- | ---------- | -------------- | --------------- | --------- | --------- | ------- | ------- |
| dvouhra                               | 29 200 € | 16 398 €   | 10 100 €       | 5 800 €         | 3 675 €   | 2 675 €   | 1 950 € | 1 270 € |
| čtyřhra                               | 10 300 € | 6 000 €    | 3 800 €        | 2 300 €         | 1 750 €   | —         | —       | —       |
| částky ve čtyřhře jsou uváděny na pár |          |            |                |                 |           |           |         |         |

## Ženská dvouhra

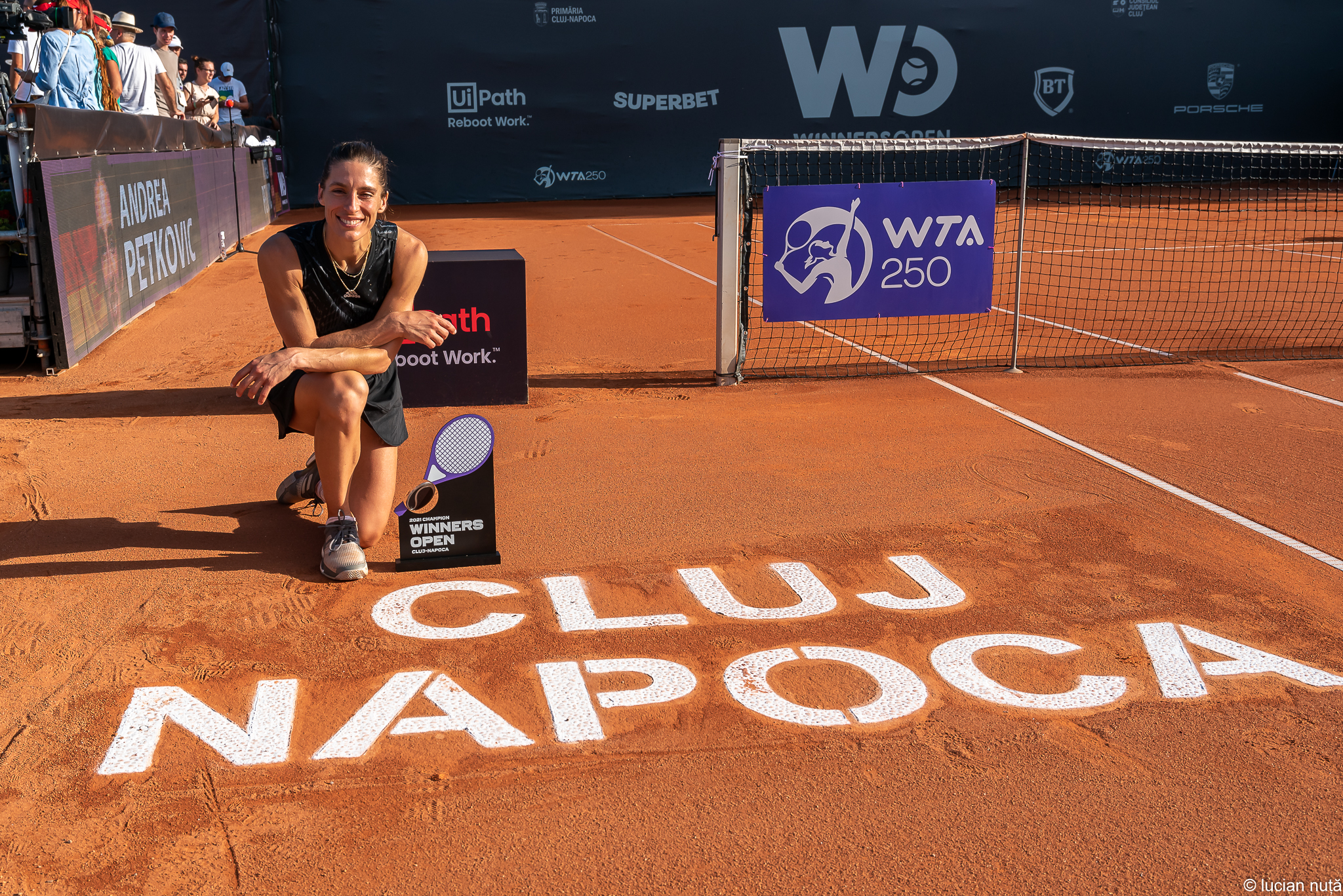
Vítězka dvouhry Andrea Petkovicová

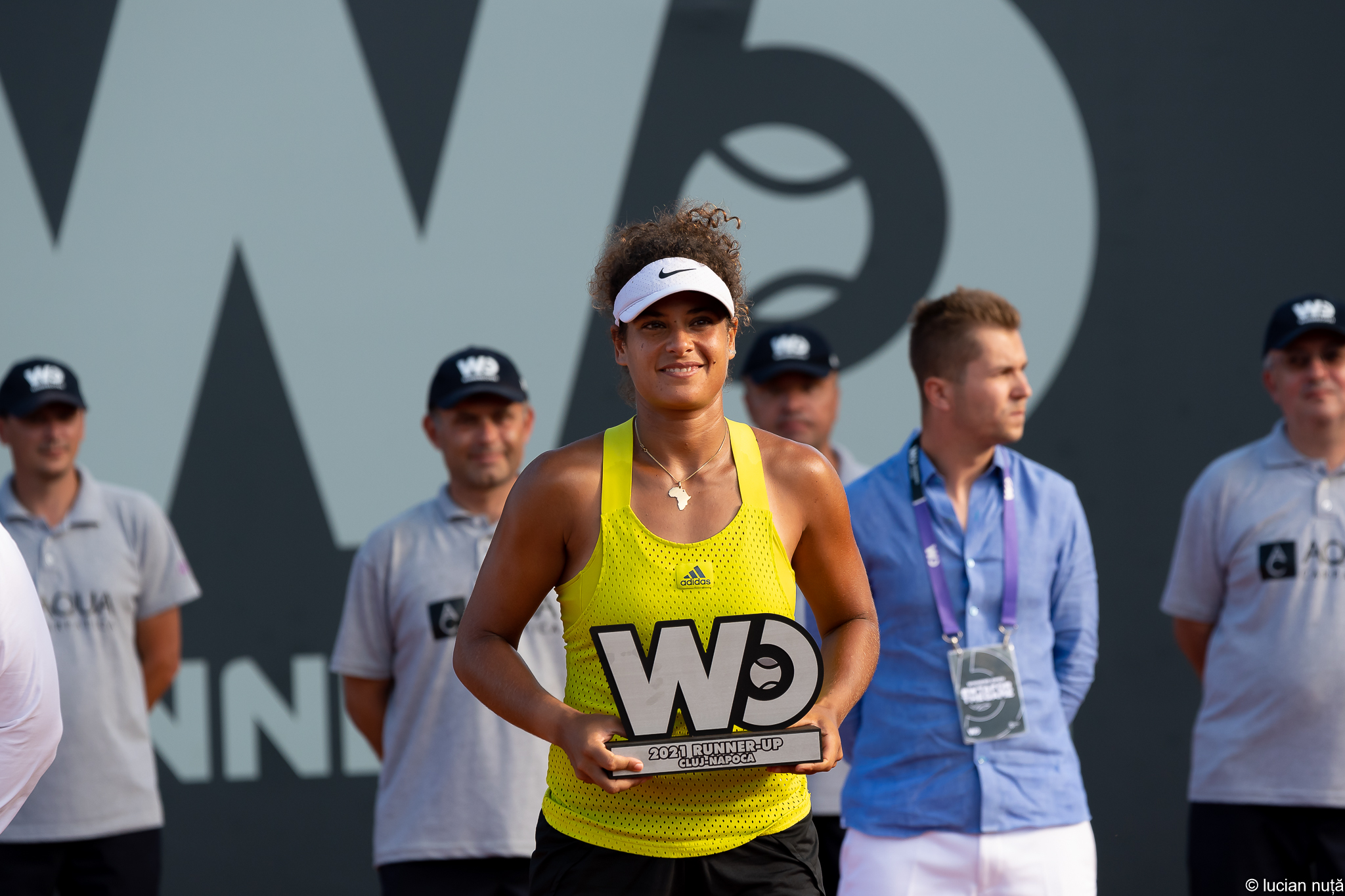
Finalistka dvouhry Majar Šarífová

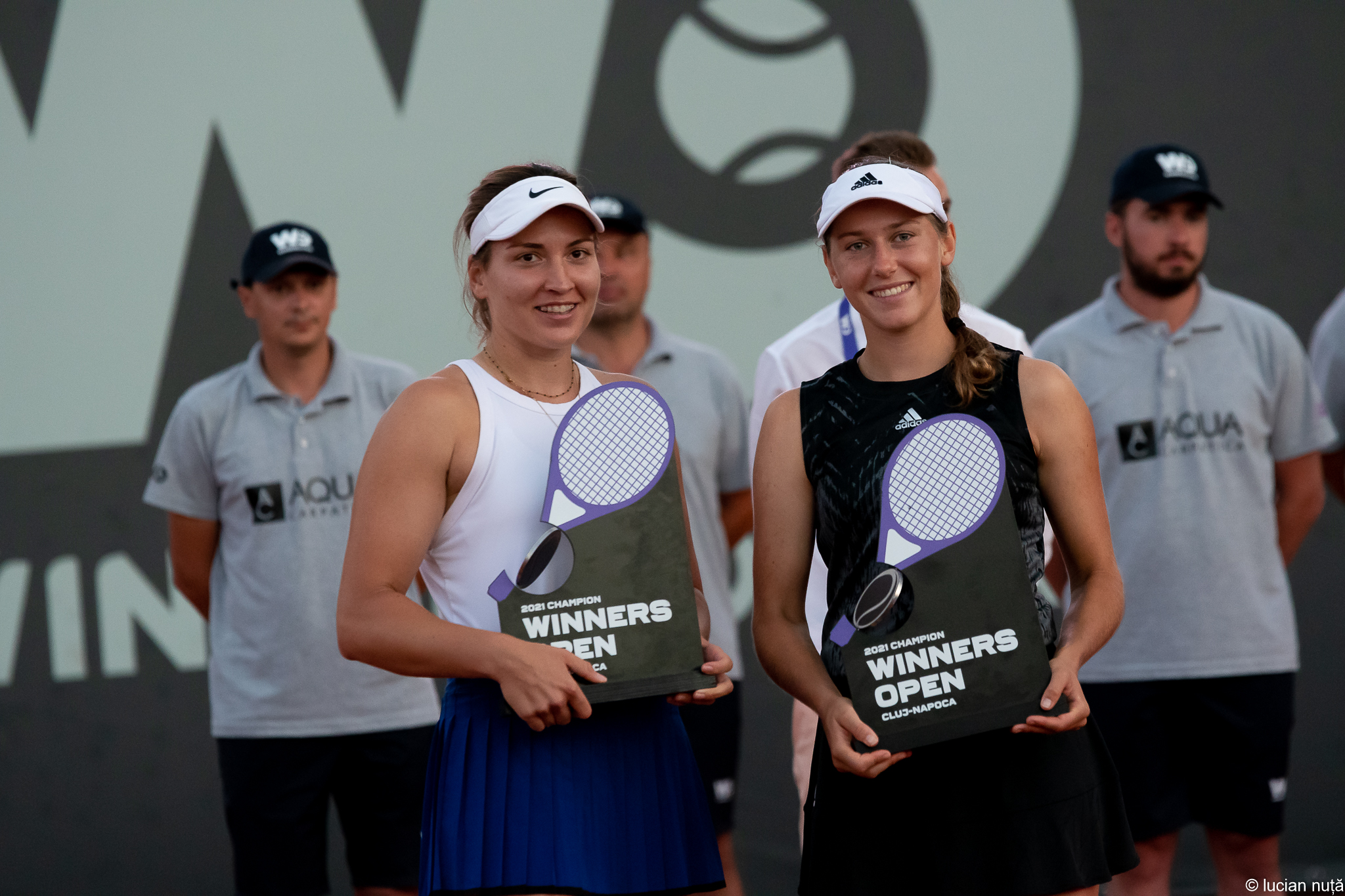
Vítězky čtyřhry Natela Dzalamidzeová s Kajou Juvanovou

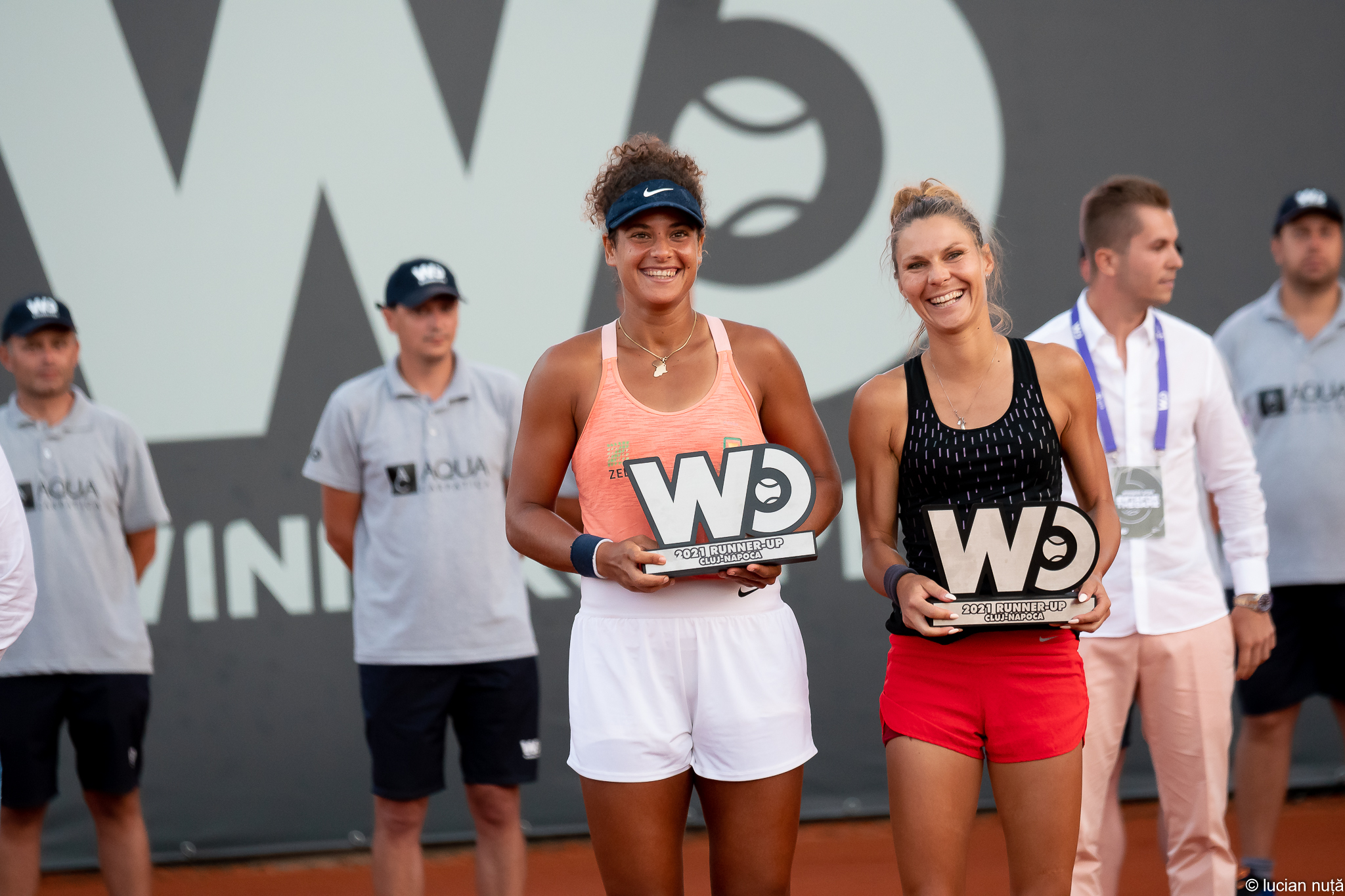
Finalistky čtyřhry Majar Šarífová s Katarzynou Piterovou

### Nasazení
| Stát                              | Hráčka                 | WTA  | Nasazení |
| --------------------------------- | ---------------------- | ---- | -------- |
| Francie                           | Alizé Cornetová        | 63.  | 1.       |
| Německo                           | Andrea Petkovicová     | 97.  | 2.       |
| Rumunsko                          | Ana Bogdanová          | 101. | 3.       |
| Itálie                            | Martina Trevisanová    | 102. | 4.       |
| Rumunsko                          | Elena-Gabriela Ruseová | 105. | 5.       |
| Slovinsko                         | Kaja Juvanová          | 114. | 6.       |
| Bulharsko                         | Viktorija Tomovová     | 119. | 7.       |
| Slovensko                         | Kristína Kučová        | 120. | 8.       |
| Žebříček WTA k 26. červnenci 2021 |                        |      |          |

### Jiné formy účasti
Následující hráčky obdržely divokou kartu do hlavní soutěže:
- Alex Ealaová
- Elena-Gabriela Ruseová
- Briana Szabová
- Evelyne Tironová

Následující hráčka nastoupila pod žebříčkovou ochranou:
- Andrea Petkovicová

Následující hráčky si zajistily postup do hlavní soutěže v kvalifikaci:
- Alexandra Dulgheruová
- Jana Fettová
- Aleksandra Krunićová
- Seone Mendezová
- Paula Ormaecheaová
- Panna Udvardyová

### Odhlášení
před zahájením turnaje
- Tímea Babosová → nahradila ji  Katarzyna Kawaová
- Irina-Camelia Beguová → nahradila ji  Viktória Kužmová
- Elisabetta Cocciarettová → nahradila ji  Mihaela Buzărnescuová
- Zarina Dijasová → nahradila ji  Jaqueline Cristianová
- Sara Erraniová → nahradila ji  Kristína Kučová
- Viktorija Golubicová → nahradila ji  Majar Šarífová
- Polona Hercogová → nahradila ji  Anna Karolína Schmiedlová
- Tereza Martincová → nahradila ji  Lesja Curenková
- Jasmine Paoliniová → nahradila ji  Réka Luca Janiová
- Arantxa Rusová → nahradila ji  Çağla Büyükakçay
- Patricia Maria Țigová → nahradila ji  Lara Arruabarrenová

## Ženská čtyřhra

### Nasazení
| Stát                                                                          | Hráčka               | Stát      | Hráčka             | WTA  | Nasazení |
| ----------------------------------------------------------------------------- | -------------------- | --------- | ------------------ | ---- | -------- |
| Slovensko                                                                     | Viktória Kužmová     | Polsko    | Alicja Rosolská    | 140. | 1.       |
| Srbsko                                                                        | Aleksandra Krunićová | Bělorusko | Lidzija Marozavová | 150. | 2.       |
| Španělsko                                                                     | Lara Arruabarrenová  | Rumunsko  | Andreea Mituová    | 186. | 3.       |
| Gruzie                                                                        | Oxana Kalašnikovová  | Slovensko | Tereza Mihalíková  | 233. | 4.       |
| Žebříček WTA k 26. červnenci 2021; číslo je součtem umístění obou členek páru |                      |           |                    |      |          |

### Jiné formy účasti
Následující páry získaly do soutěže divokou kartu:
- Ana Bogdanová /  Jaqueline Cristianová
- Miriam Bulgaruová /  Irina Fetecăuová

Následující pár nastoupil pod žebříčkovou ochranou:
- Alexandra Panovová /  Julia Wachaczyková

### Odhlášení
před zahájením turnaje
- Irina-Camelia Beguová /  Andreea Mituová → nahradily je  Lara Arruabarrenová /  Andreea Mituová
- Anna Bondárová /  Fanny Stollárová → nahradily je  Katarzyna Piterová /  Majar Šarífová
- Anna Danilinová /  Ulrikke Eikeriová → nahradily je  Anna Bondárová /  Ulrikke Eikeriová
- Viktória Kužmová /  Arantxa Rusová → nahradily je  Alona Fominová /  Jekaterina Jašinová
- Vivian Heisenová /  Alicja Rosolská → nahradily je  Viktória Kužmová /  Alicja Rosolská
- Jekatěrine Gorgodzeová /  Paula Kania-Choduń → nahradily je  Oana Georgeta Simionová /  Gabriela Talabăová

## Přehled finále

### Ženská dvouhra
- Andrea Petkovicová vs.  Majar Šarífová, 6–1, 6–1

### Ženská čtyřhra
- Natela Dzalamidzeová /  Kaja Juvanová vs.  Katarzyna Piterová /  Majar Šarífová, 6–3, 6–4